# Carex merritt-fernaldii
Carex merritt-fernaldii är en halvgräsart som beskrevs av Kenneth Kent Mackenzie. Carex merritt-fernaldii ingår i släktet starrar, och familjen halvgräs. Inga underarter finns listade i Catalogue of Life.